# Paraguay Nacional Socialista
Paraguay Nacional Socialista (PNS) es un movimiento político de orientación neonazi en Paraguay. Su participación en la esfera política nacional, se manifiesta principalmente a través de la difusión de propaganda en redes sociales y otras plataformas de Internet.

## Contexto
En las elecciones generales de 2008, Fernando Lugo asumió la presidencia de Paraguay, siendo considerado internacionalmente como un socialista al frente de la coalición de izquierdas más grande del país, el Frente Guasu, que integraba, entre otros, al Partido Comunista Paraguayo y al Partido Socialista Revolucionario, ambos de extrema izquierda.
Durante el gobierno de Lugo, las actividades de la derecha y extrema derecha aumentaron, tanto de manera pacífica como violenta, con el objetivo de sabotear y desestabilizar su administración, lo que culminó en el juicio político a Lugo en 2012.
La actividad anticomunista se incrementó notablemente durante este período. Tras la salida de Lugo, el PLRA retomó el poder, seguido posteriormente por el ANR.
En 2016, un screenshot de una página de Facebook llamada Paraguay Nacionalsocialista se viralizó en Internet, alentando a la ciudadanía a apoyarlos y unirse al movimiento.
A partir de entonces, la actividad del movimiento se volvió regular y, en muchos casos, difícil de detectar. La propaganda del movimiento se concentra principalmente en redes sociales e internet, donde se observa a sus miembros participando en mítines, visitando bares, participando en protestas, utilizando banderas, compartiendo memes, elaborando carteles políticos y realizando grafitis en las calles.
El movimiento ha utilizado diversas banderas asociadas a la ultraderecha, incluyendo las banderas confederadas y la bandera del Imperio de Japón, entre otras.
En 2023, se reportó nuevamente actividad neonazi en Ciudad del Este, ubicada en la Triple Frontera. Sin embargo, no está claro si esta actividad está vinculada al PNS o si pertenece a otras agrupaciones neonazis paraguayas con conexiones con grupos neonazis o fascistas de Argentina o Brasil.

### Himno PNS
La organización cuenta con su propio himno, titulado: «Despierta Paraguay».